# Giulio Cesare Martinengo
Giulio Cesare Martinengo, italijanski skladatelj, * 1564, † 10. julij 1613.
1. ↑  data.bnf.fr: platforma za odprte podatke — 2011.
2. ↑  Record #1037798643 // Gemeinsame Normdatei — 2012—2016.